# 下阪本
下阪本（しもさかもと）は、滋賀県大津市の町名。現行行政地名は下阪本一丁目から下阪本六丁目。
この記事では現在の下阪本一-六丁目の前身となった下阪本町（しもさかもとまち）についても述べる。

## 地理
大津市の北部に位置し、東で琵琶湖に面する。北東で比叡辻、南で唐崎、南西で穴太、西から北にかけて坂本に隣接する。南端で東から西に一丁目、二丁目が並び、その北側で南から順に三丁目から六丁目が並ぶ。

### 河川
- 四ツ谷川
- 大宮川

### 湖沼
- 琵琶湖

## 歴史
中世は大和荘のうちにあり、江戸時代には下坂本村となった。村高は寛永郷帳で3,517石でありうち延暦寺領が3,427石、西教寺領が90石であった。琵琶湖の湖岸部は天保年間に江戸の町人である大久保貞助・大久保今助らによって開発され、大久保新田と名付けられた。1889年（明治22年）の町村制施行の際、下坂本村と比叡辻村が合併し下阪本村が成立、大字下阪本に役場が置かれた。1951年に大津市に下阪本村が合併される際に大字下阪本が下阪本町に改名され、1979年（昭和54年）にこの下阪本町と坂本穴太町の各一部から下阪本が成立した。

### 沿革
- 1979年（昭和54年）7月15日、下阪本町・坂本穴太町の各一部から成立[1]。

## 下阪本町
前述の通り現在の下阪本一-六丁目の母体は旧滋賀郡下阪本村大字下阪本を継承した大津市下阪本町である。下阪本町成立後以下の経緯による町名整理で下阪本町の全域が別の町名へ変更され、下阪本町として残る地域は現存していない。
- 1965年（昭和40年）4月9日 - 下阪本町の一部が坂本本町の一部とともに分離し木ノ岡町（現：住居表示を経て木の岡町）となる。
- 1968年（昭和43年）1月1日 - 住居表示により下阪本町の一部が際川一-四丁目、あかね町、蓮池町（滋賀里町乙の一部区域を含む）として分立。
- 1979年（昭和54年）7月15日 - 住居表示により下阪本町の一部が唐崎一-四丁目、下阪本一-六丁目、比叡辻一・二丁目、木の岡町として分立。これをもって下阪本町に該当する地域はなくなる。

## 世帯数と人口
2019年（平成31年）4月1日現在の世帯数と人口は以下の通りである。
| 丁目         | 世帯数    | 人口    |
| ------------ | --------- | ------- |
| 下阪本一丁目 | 504世帯   | 1,174人 |
| 下阪本二丁目 | 497世帯   | 1,340人 |
| 下阪本三丁目 | 530世帯   | 1,508人 |
| 下阪本四丁目 | 331世帯   | 755人   |
| 下阪本五丁目 | 498世帯   | 1,282人 |
| 下阪本六丁目 | 848世帯   | 2,137人 |
| 計           | 3,208世帯 | 8,196人 |

### 人口の変遷
国勢調査による人口の推移。
| 1995年（平成7年）  | 4,739人 | [ 9 ]  |  |
| 2000年（平成12年） | 5,838人 | [ 10 ] |  |
| 2005年（平成17年） | 5,838人 | [ 11 ] |  |
| 2010年（平成22年） | 7,047人 | [ 12 ] |  |
| 2015年（平成27年） | 7,683人 | [ 13 ] |  |

### 世帯数の変遷
国勢調査による世帯数の推移。
| 1995年（平成7年）  | 1,372世帯 | [ 9 ]  |  |
| 2000年（平成12年） | 1,840世帯 | [ 10 ] |  |
| 2005年（平成17年） | 1,840世帯 | [ 11 ] |  |
| 2010年（平成22年） | 2,463世帯 | [ 12 ] |  |
| 2015年（平成27年） | 2,769世帯 | [ 13 ] |  |

## 学区
市立小・中学校に通う場合、学区は以下の通りとなる。
| 丁目         | 番・番地等 | 小学校               | 中学校             |
| ------------ | ---------- | -------------------- | ------------------ |
| 下阪本一丁目 | 全域       | 大津市立下阪本小学校 | 大津市立日吉中学校 |
| 下阪本二丁目 | 1〜8番     | 大津市立唐崎小学校   | 大津市立唐崎中学校 |
| 下阪本二丁目 | その他     | 大津市立下阪本小学校 | 大津市立日吉中学校 |
| 下阪本三丁目 | 全域       | 大津市立下阪本小学校 | 大津市立日吉中学校 |
| 下阪本四丁目 | 全域       | 大津市立下阪本小学校 | 大津市立日吉中学校 |
| 下阪本五丁目 | 全域       | 大津市立下阪本小学校 | 大津市立日吉中学校 |
| 下阪本六丁目 | 全域       | 大津市立下阪本小学校 | 大津市立日吉中学校 |

## 交通

### 鉄道
- JR西日本湖西線 - 町域内に駅は設置されていない。

### 道路
- 国道161号（西近江路）

## 施設
- 大津市役所下阪本支所
- 下阪本第1中継ポンプ場
- 大津市立日吉中学校
- 大津市立下阪本小学校
- 大津市立下阪本幼稚園
- 大気環境測定局下阪本局
- 寺田自治会館
- 五丁町自治会会館
- 柳町自治会館
- 小唐崎町自治会館
- 堂之前町自治会館
- 北大道町自治会館
- 大津下阪本郵便局
- 大津漁業協同組合
  - 大津漁業協同組合魚揚場
- 関西電力阪本変電所
- ヤマハマリーナ琵琶湖
- イヅツマリーナ
- KKRホテルびわこ - 国家公務員共済組合連合会が運営する宿泊施設。
- 北大津湖岸緑地
- 新唐崎水泳場 - 湖水浴場。
- 都市公園湖岸緑地北大津地区
- 四ツ谷川緑地
- 大宮川緑地
- 坂本城址公園
- 正法寺 - 天台真盛宗の仏教寺院。
- 蓮聖寺 - 日蓮宗の仏教寺院。山号は光長山。
- 蓮瑞寺 - 真宗大谷派の仏教寺院。山号は西栄山。
- 観福寺 - 天台宗の仏教寺院。
- 長善寺 - 真宗大谷派の仏教寺院。山号は高龍山。
- 西光寺 - 天台真盛宗の仏教寺院。
- 順照寺 - 浄土真宗本願寺派の仏教寺院。山号は霊雲山。
- 東南寺 - 天台宗の仏教寺院。
- 誓了寺 - 浄土真宗本願寺派の仏教寺院。
- 立専寺 - 真宗大谷派の仏教寺院。山号は立林山。
- 専念寺 - 真宗木辺派の仏教寺院。
- 行者堂 - 役行者が祀られている。
- 小唐崎神社
- 辛神神社
- 志津若宮神社
- 霊府神社
- 大将軍神社
- 厳島神社
- 若宮神社
- 志津若宮神社
- 磯成神社

## その他

### 日本郵便
- 郵便番号 : 520-0105[4]（集配局：大津中央郵便局[15]）。